# Stadion Tahti (Abadan)
Stadion Tahti (perz. ورزشگاه تختی; Varzešgah-e Tahti) je višenamjenski stadion u iranskom gradu Abadanu u Huzestanu. Igrađen je 1915. godine što ga čini najstarijim stadionom u zemlji, a kroz povijest je višestruko renoviran i danas može primiti 22.000 gledatelja. Ranije je nosio ime vladara Reze-šaha Pahlavija odnosno kadžarskog velikog vezira Amira Kabira. Stadion se najviše koristi za nogometne susrete, a matičnim je igralištem klubu Sanat Naft. Tahtijem upravlja Iranska organizacija za tjelesni odgoj.